# Dirck Volkertszoon Coornhert
Dirck Volkertszoon Coornhert, né en 1522 à Amsterdam et mort le 29 octobre 1590 à Gouda, est un graveur, poète, philosophe et théologien humaniste, érudit, juriste et homme politique néerlandais.  Réputé pour ses fortes convictions morales et politiques, il est une figure majeure des cercles humanistes et artistiques de Haarlem, souvent considéré comme le père de l’érudition de la Renaissance néerlandaise.

## Biographie

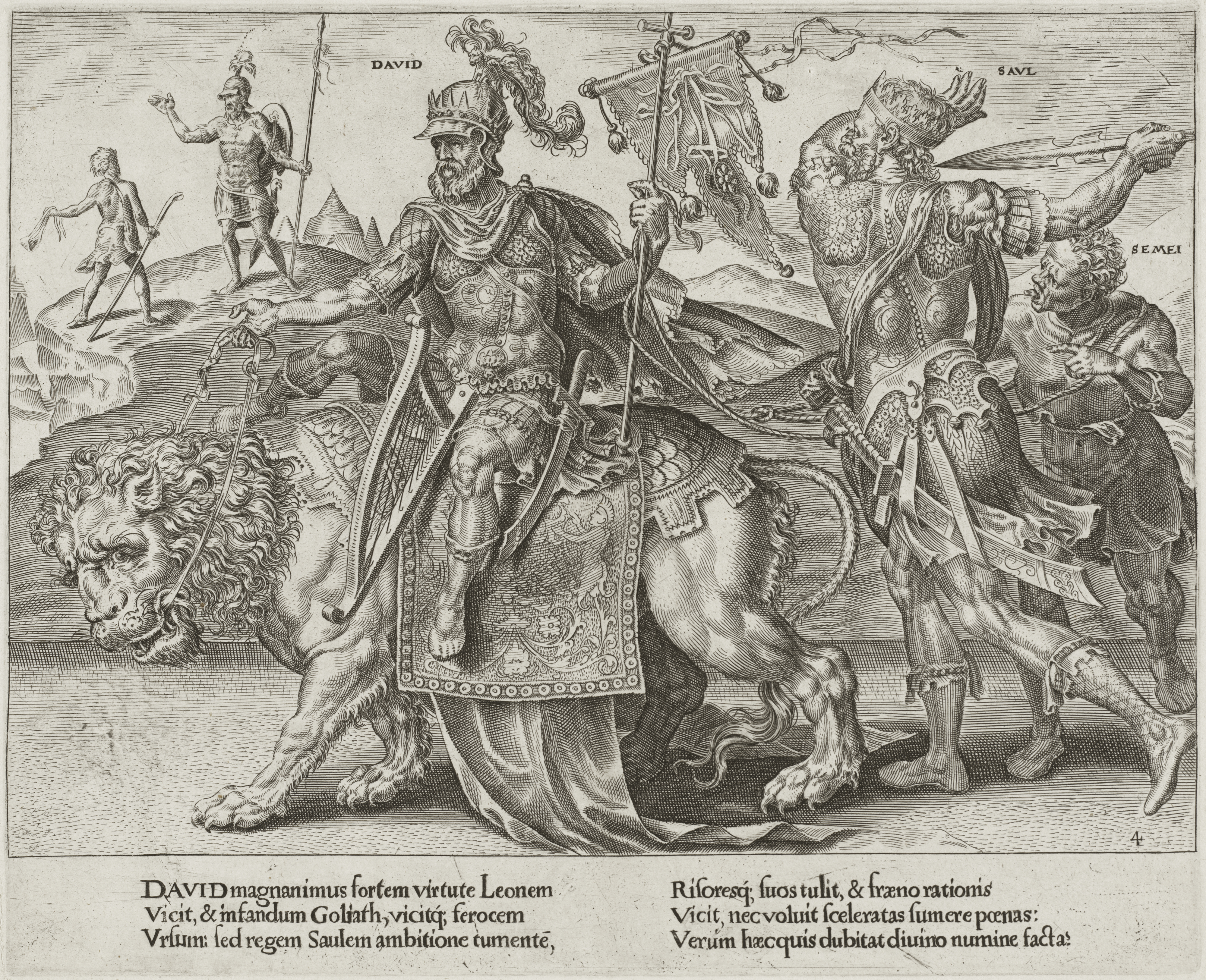
Le Triomphe de David, 1559.

Dirck Volkertszoon Coornhert nait en 1522 à Amsterdam. Il est le plus jeune fils de Volckert Coornhert, un marchand de tissus d'Amsterdam. Enfant, il passe quelques années en Espagne et au Portugal. De retour chez lui en 1539, son père le déshérite par testament, à la suite de son mariage avec Cornelia (Neeltje) Simons, une jeune femme sans fortune de Haarlem, dont la sœur est Anna Simonsdr, la maîtresse de Renaud III de Brederode, comte de Brederode, parents de Lucretia van Brederode. Il n’a que dix-sept ans et elle douze de plus. Par l'intermédiaire de sa belle-sœur, il devient pendant une courte période majordome de Renaud III dans son château de Vianen.
Peu de temps après, en 1541, il achète une maison dans la ville natale de sa femme, Haarlem, sur la St. Janssteeg, à Anna et à son mari Jan. Bien qu'il ait commencé par travailler pour Renaud III, il vit près de l'école où la commanderie de St. Jan enseigne les œuvres classiques et commande des ouvrages d'art.
Il fonde son atelier de graveur en 1547 où il travaille en collaboration avec Maarten van Heemskerck qui vient de rentrer d'Italie et l'impressionne Coornhert par son travail. . Il grave ses œuvres ainsi que celles de Frans Floris, des gravures publiées par Jérôme Cock d'Anvers. Il abandonne ensuite la gravure pour s'établir comme éditeur en 1560. Philippe Galle, qui fut son élève en 1556, lui succède alors comme principal graveur des œuvres de Van Heemskerck.
Après avoir appris le latin en 1552, Coornhert publie des traductions néerlandaises de Cicéron, Sénèque et Boèce. Sa traduction de 1562 des douze premiers livres de l'Odyssée d'Homère sous le titre Dolinghe van Ulysse, est l'une des premières œuvres majeures de la poésie néerlandaise de la Renaissance.
Coornhert, joignant à son talent artistique une réelle compétence juridique, s'établit comme notaire en 1561. Il est nommé secrétaire de la ville de Haarlem en 1562 et secrétaire des bourgmestres en 1564. Patriote, il se lance dans la lutte contre la domination espagnole et rédige le manifeste de Guillaume le Taciturne, prince d'Orange en 1566. 
Emprisonné à La Haye en 1568, il réussit à s'enfuir, mais est contraint à l'exil  à Clèves où il vit de son art. Rappelé en 1572, il est pendant une courte période secrétaire d'État des Provinces-Unies ; son aversion pour la violence militaire le conduit à retourner à Clèves, où Guillaume continue d'employer ses services et sa plume, puis à Xanten, où Hendrik Goltzius est son élève vers 1575 et le suit à Haarlem à la libération de la ville en 1577. 
De retour dans sa patrie après le grand incendie de Haarlem (1576), il y est à nouveau notaire entre 1577 et 1587, s'installant après cette date à Gouda, où il continue à exercer la profession de notaire jusqu'à sa mort, le 29 octobre 1590.

## Théologie
Coornhert est également célèbre en tant que théologien. Ces nombreux textes défendent sa vision de la perfectibilité ou de l'élévation spirituelle de l'homme.
A 30 ans, s'étant intéressé à la théologie et désireux d'étudier saint Augustin, il commence l'étude du latin. Bien que catholique, il n'en soutient pas moins la liberté religieuse. Ses positions théologiques impartiales, exposées publiquement, lui valent d'ailleurs d'entrer en conflit tant avec les catholiques qu'avec les calvinistes avec lesquels il refuse de communier. Les réformateurs, dit-il, sont cruellement recherchés, mais ceux qui se disent tels ne sont pas du genre dont l'Église a besoin ; ce qu’il faut, ce sont des apôtres directement inspirés du Ciel. En attendant que ceux-ci soient envoyés, il conseille à toutes les Églises de s'unir dans une communion non dogmatique.
Humaniste, il traduit en néerlandais l'œuvre d'Érasme et est partisan de la tolérance religieuse ; il mène campagne contre l'application de la peine de mort aux hérétiques. Il n'a aucune opinion de parti ; il critique le catéchisme de Heidelberg, qui fait autorité en République néerlandaise et entame une traduction de la Bible en néerlandais. Il a une influence décisive sur Jacobus Arminius qui, chargé de le réfuter, est séduit par ses arguments.
La bizarrerie de son caractère et ses talents lui suscitent des querelles avec les théologiens de son pays ; au lieu de les mépriser, il emploie son temps à écrire, et ne se perfectionne plus dans la gravure.

## Littérature
Homme de lettres érudit, Coornhert a également une importante influence littéraire, s'employant à institutionnaliser le néerlandais comme langue littéraire. Isaac D'Israeli le désigne comme « l'un des pères de la littérature néerlandaise, et même de leurs arts ».
En plus du manifeste de 1566, Coornhert a écrit un traité contre la peine capitale des hérétiques, un pamphlet défendant la rébellion des Provinces-Unies, une préface à la grammaire néerlandaise publiée par la Société des Rhéteurs d'Amsterdam et un certain nombre de poèmes, dont, selon certains, la chanson populaire devenue l'hymne national des Pays-Bas, Wilhelmus van Nassouwe (que d'autres attribuent à Philippe de Marnix de Sainte-Aldegonde, et un recueil de chansons intitulé Liedekens en 1575. En 1586, il rédige son œuvre principale, le Zedekunst (« L'art de l'éthique »).
Il publie en 1587 Boeventucht, un essai sur les causes du crime avec des idées pour des méthodes de punition et de correction plus humaines, peut-être inspiré par son séjour en prison.
Au moment de sa mort en 1590, sa traduction néerlandaise du Nouveau Testament (à la suite de la version latine d'Erasmus ) est restée inachevée. Ses œuvres complètes, en prose et en vers, sont publiées en 1630 en 3 volumes. 

## Élèves
Selon le Rijksbureau voor Kunsthistorische Documentatie (RKD), ses élèves sont Hendrick Goltzius, Philippe Galle, et Cornelis Cort.

## Œuvre picturale
De très nombreuse estampes, près de sept cents, proviennent de la coopération entre Heermskerck et Coornhert avec lesquelles il fait passer son message (1547-1559). Il est ensuite le graveur de Frans Floris, de Lambert Lombard et de Willem Tibaut et durant son exil en Allemagne le graveur de Adrian de Weert et d'Hendrik Goltzius et bien d'autres. Ses œuvres les plus connues sont les suivantes :
- Mise en garde contre l'arrogance et de l'honneur immérité (1549) d'après Heermskerck ;
- Le danger de l'ambition humaine (1549) d'après Heermskerck ;
- Héraclite et Démocrite: un aiguillon pour freiner les passions (1557) d'après Heermskerck ;
- La chute(1548) d'après Heermskerck ;
- La naissance d'Isaac (1549) d'après Heermskerck ;
- Le Bon Samaritain (1549) d'après Heermskerck ;
- L'invité qui vient à la fête du Roi, sans vêtement de mariage (1558/9) d'après Heermskerck ;
- La prise de Tunis par Charles V (1555) d'après Heermskerck ;
- L'armée de Charles V en Amérique (1555) d'après Heermskerck ;
- Le Jugement de Salomon (1556) d'après Frans Floris ;
- La folie de la cupidité et de l'avarice d'après Willem Thibaut ;
- Le poète rencontre Theude (1571) d'après Monogrammiste CKVS  ;
- Le poète retrouve Olympe (1571) d'après Monogrammiste CKVS ;
- La vérité des tricheries du monde pour trouver le Christ d'après Adriaan de Weert ;
- La création du soleil et de la lune d'après Adriaan de Weert ;
- Le lit de mort d'un riche d'après Adriaan de Weert ;
- Le monde ruiné par fausse croyance d'après Hendrik Goltzius.

Quelques gravures de Dirck Volkertszoon Coornhert
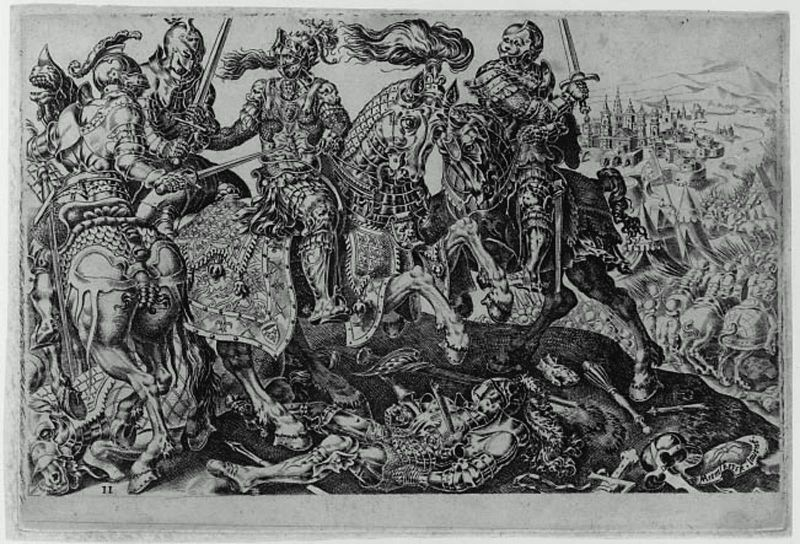
Conquête de Tunis (1535) - Victoire de Charles Quint (1555-1556)
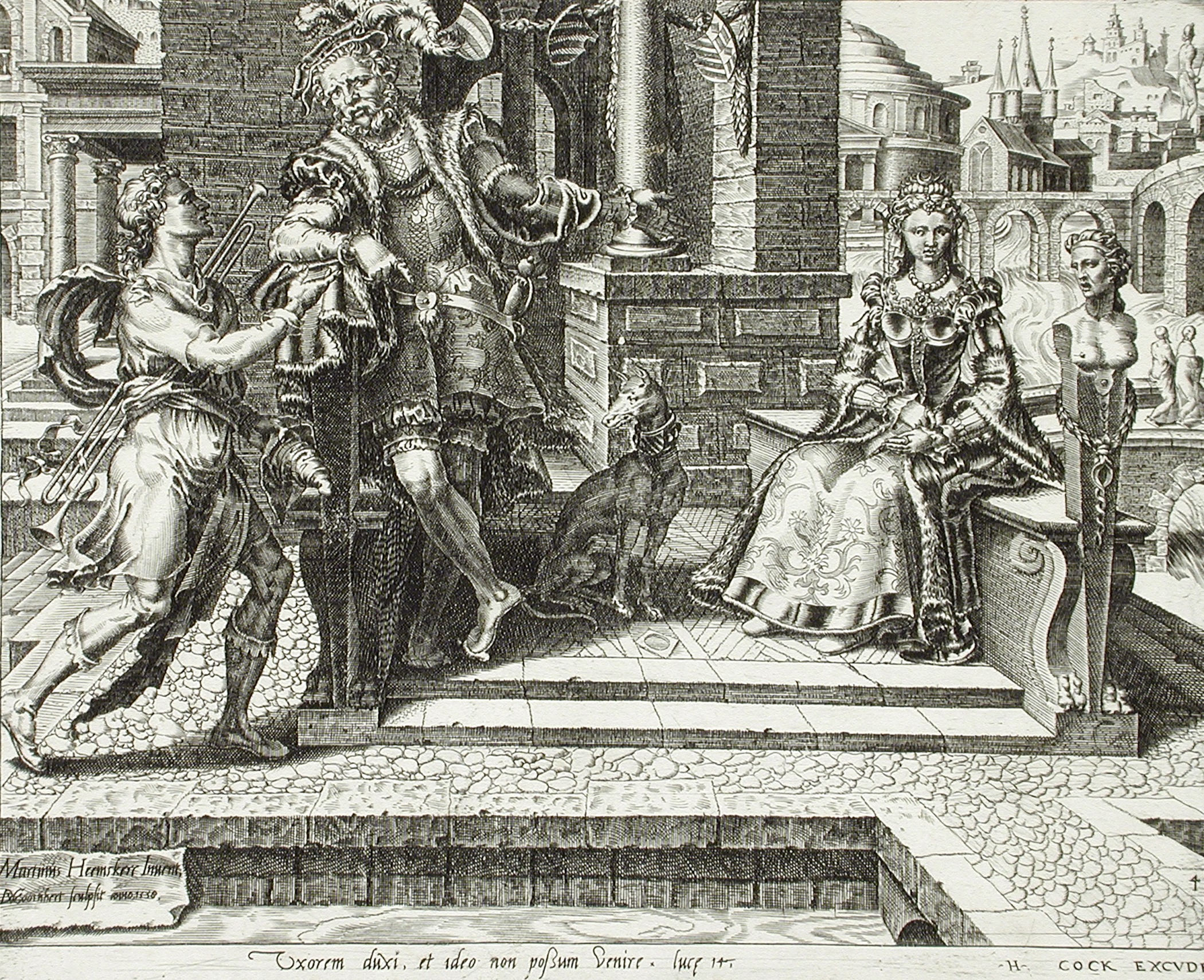
Le rendez-vous amoureux (1559)
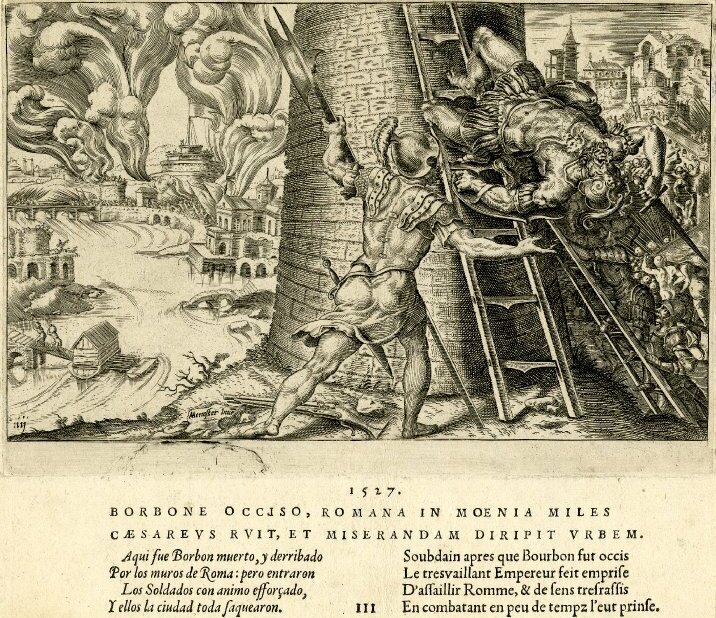
Le Sac de Rome en 1527 (1555)
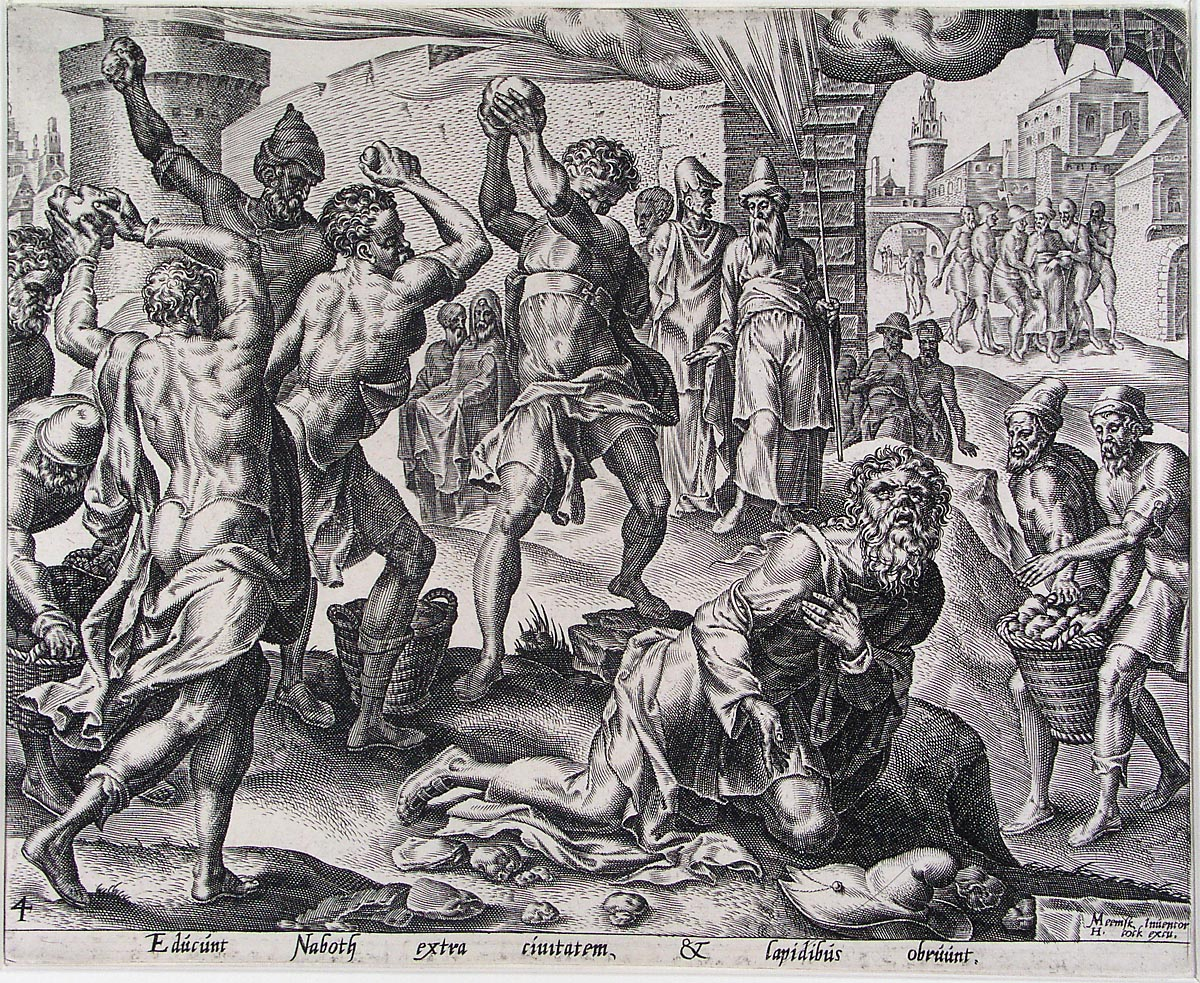
Lapidation de Naboth